# Valentín Galochkin
Valentín Andréievich Galochkin (del ruso: Валенти́н Андре́евич Га́лочкин) fue un escultor de la Unión Soviética ruso-ucraniano , nacido el 22 de noviembre de 1928 en Dnipropetrovsk y fallecido el 3 de noviembre de 2006 en Moscú.

## Datos biográficos
Galochkin nació en Dnipropetrovsk (URSS) el 22 de noviembre de 1928. Su padre Andrei Andreevich Galochkin (Rusia) procedía de la región de Kaluga y fue chef de restaurante y más tarde modelador. Su madre Olga Grigórievna Liberman (judía) procedía de la ciudad de Chegorin (Ucrania) y trabajó como contable. El entorno familiar le formó en valores como la honestidad y la decencia, que más tarde posicionaría al escultor en el principio de no apoyar lo que no se sostiene por derecho.
Cuando comenzó la Segunda Guerra Mundial en 1941 la familia fue evacuada a la región de Krasnodar, y a continuación, a Uzbekistán, regresando el año 1944 a Dnipropetrovsk. Desde 1944 hasta 1949 Valentín Galochkin asistió a una escuela de arte en Dnipropetrovsk y fue alumno del profesor Zhiradkov. Desde 1949 hasta 1955 estudió escultura en el Instituto de Bellas Artes de Kiev. Su profesor favorito fue Max Isaevich Gelmann (del ruso: Макс Исаевич Гельманн).
El trabajo de graduación de Galochkin titulado "Fundidor de acero" (1956) fue un éxito, el mismo Instituto fundió en bronce la escultura y la vendió al Ministerio de Cultura de la Unión Soviética para ser instalado en el Museo Estatal de Arte de Lviv (oeste de Ucrania). Galochkin fue inmediatamente nombrado artista escultor oficial en Kiev y permaneció en este puesto hasta 1959.
A la edad de 29 años, Galochkin fue nominado para el Premio Lenin por su obra "Hiroshima" (1957), en ese momento se trataba de la más alta distinción en la URSS, sin embargo, el premio fue para Serguéi Koniónkov que entonces contaba 83 años de edad.
Muy pronto la carrera del joven Galochkin se detuvo debido a conflictos con las autoridades comunistas. El escultor se negó a unirse al Partido Comunista de la Unión Soviética y a apoyar activamente la propaganda soviética, defendiendo que el reconocimiento como artista debería llegar por su trabajo y no por sus conexiones personales con los líderes del partido. A pesar de que tuvo que aceptar las órdenes del gobierno hasta 1991 trabajando en monumentos propagandísticos en Rusia y Ucrania, hizo todo lo posible para expresar los valores humanos generales y reducir el patetismo comunista.
En 1968, Valentin Galochkin ganó un premio en un Festival de jóvenes artistas en Viena. En las décadas de 1960 y 1970 visitó el Reino Unido, Francia, Egipto y Grecia. Quedó impresionado por el Museo del Louvre en París. Como recordaría más tarde, había esperado tanto tiempo para ver este "templo del arte", que justo en la entrada, después de haber visto la estatua de la Victoria de Samotracia, no pudo dejar de llorar y durante dos horas, no se atrevió a entrar en el museo.

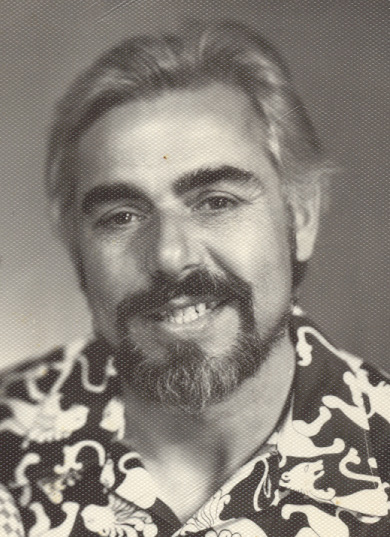
El escultor en 1980.

Valentín Galochkin se casó tres veces. El primer matrimonio en 1958, fue con Yulia Ukader (soviética, escultora de Ucrania). Una hija del primer matrimonio es Tatiana Ryabokon, nacida Galochkina (pintora). El segundo matrimonio en 1978 con Elena Bokshitskaya (crítica de cine). Una hija del segundo matrimonio es Anna Bokshitskaya (periodista). El tercer matrimonio de en 1980, con Lidia Galochkina, nacida Abramenko (escultora y artista gráfica rusa). Los hijos del tercer matrimonio son Igor Galochkin (programador) y Andrey Galochkin (ingeniero). Valentín Galochkin fue un activo deportista, Maestro de Deportes en natación y voleibol, cazador y pescador.
En 1986, después del desastre de Chernobyl, el escultor se trasladó con su familia de Kiev a Moscú. Con la disolución de la URSS en 1991, al igual que muchos artistas, Valentín Galochkin se enfentró a dificultades financieras y durante nueve años tuvo que vivir con la venta de sus obras del pasado. En 1999 emigró a Wismar, Alemania, y en 2002 se trasladó a Hamburgo. En 2002, se sintió mal y tuvo que someterse a algunas operaciones. 
Falleció de un ataque al corazón el 3 de noviembre de 2006, durante un viaje a Rusia, en Moscú. Fue enterrado en el cementerio Nakhabino el 8 de noviembre de 2006.

## Estilo
Sus primeras obras, entre ellas su trabajo de graduación "Fundidor de acero" (1956), siguen los cánones del Realismo socialista creados por Vera Mukhina, Ivan Shadr y Sergéi Merkúrov.
Su primer trabajo importante "Hiroshima" (1957), que dio a Galochkin reconocimiento en la URSS, estaba dedicado a las víctimas del bombardeo atómico de Hiroshima en la Segunda Guerra Mundial. "Hiroshima", expresa la protesta del escultor contra las armas nucleares, un llamamiento a la humanidad.

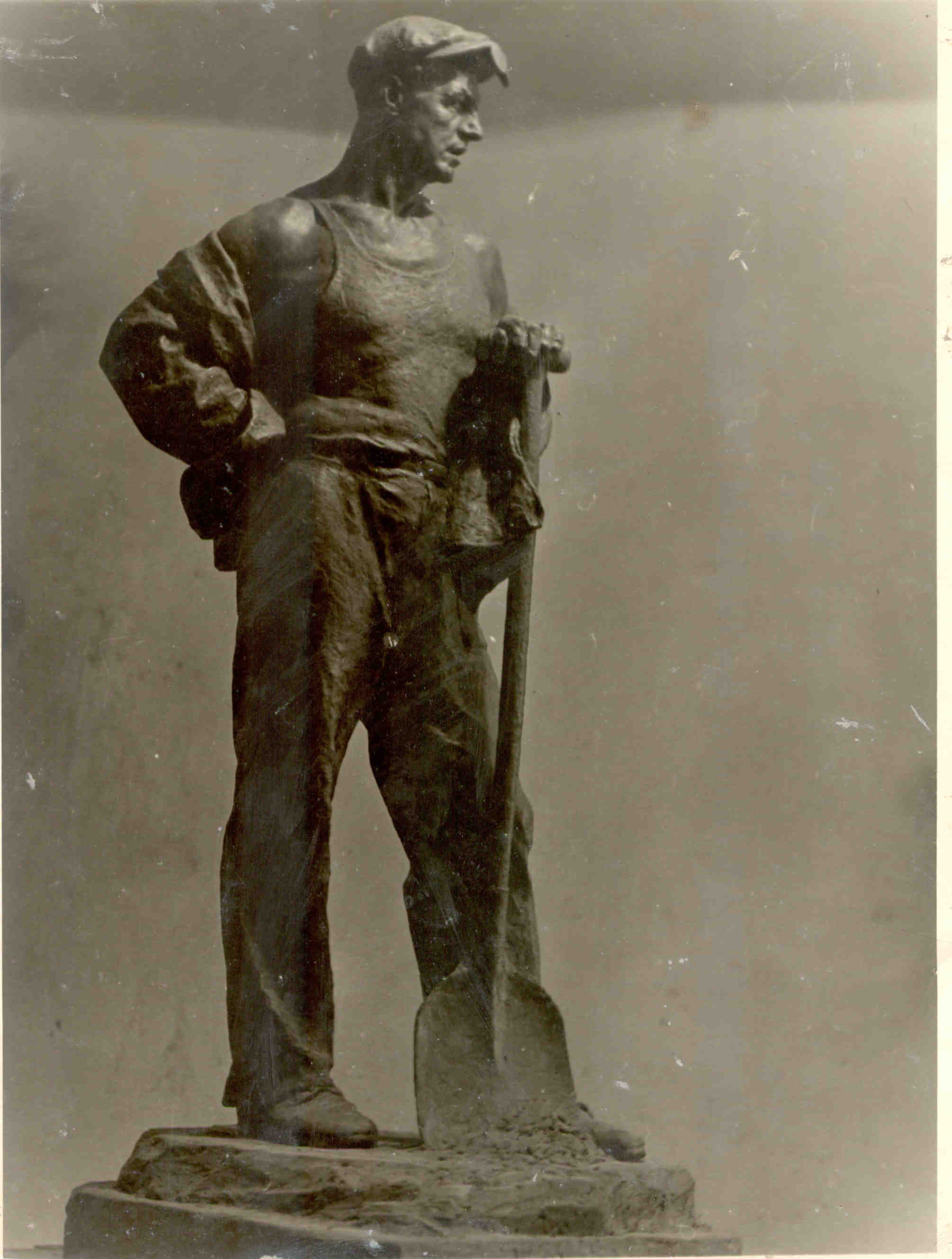
Fundidor de acero, 1956
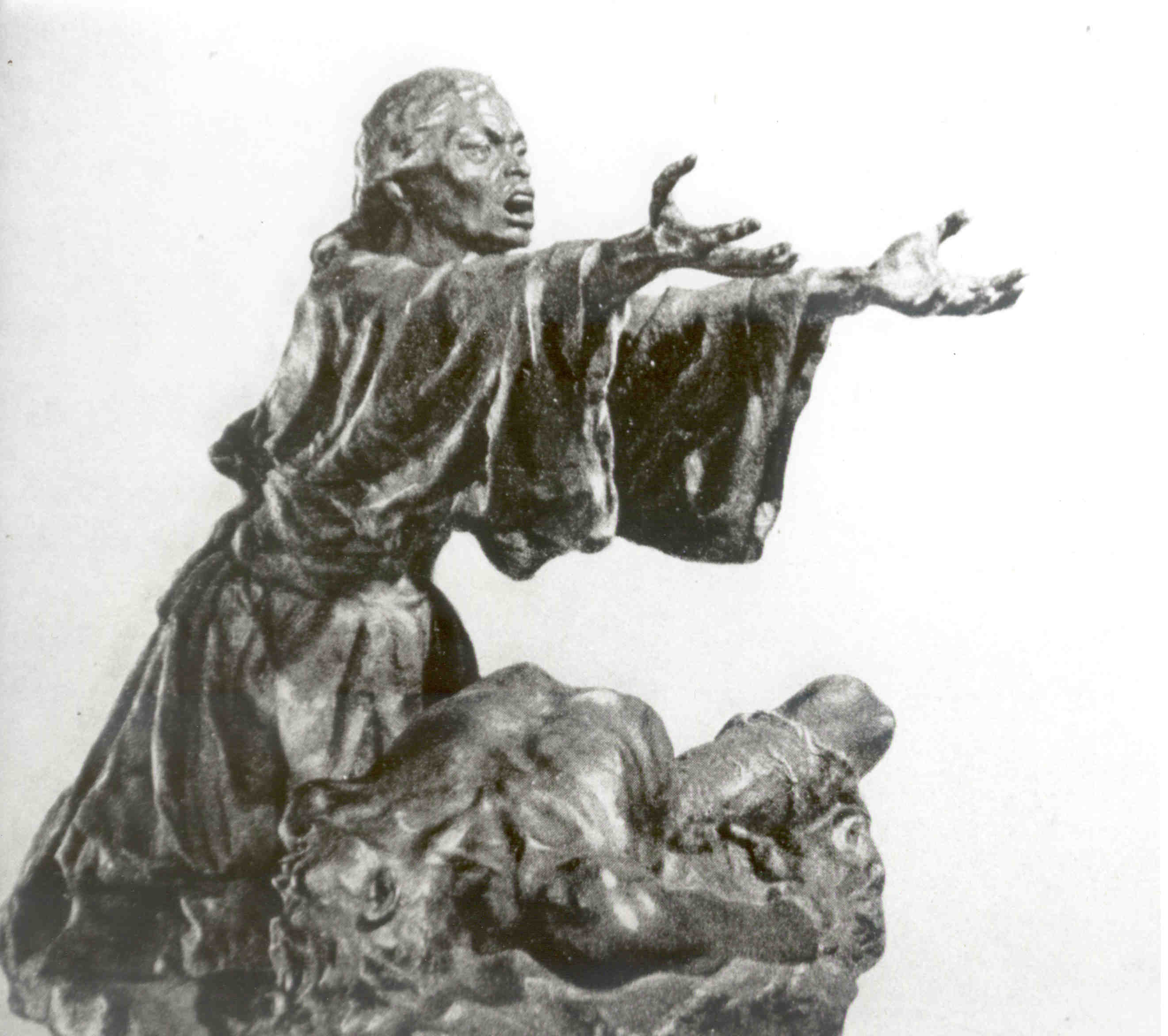
Hiroshima, 1957
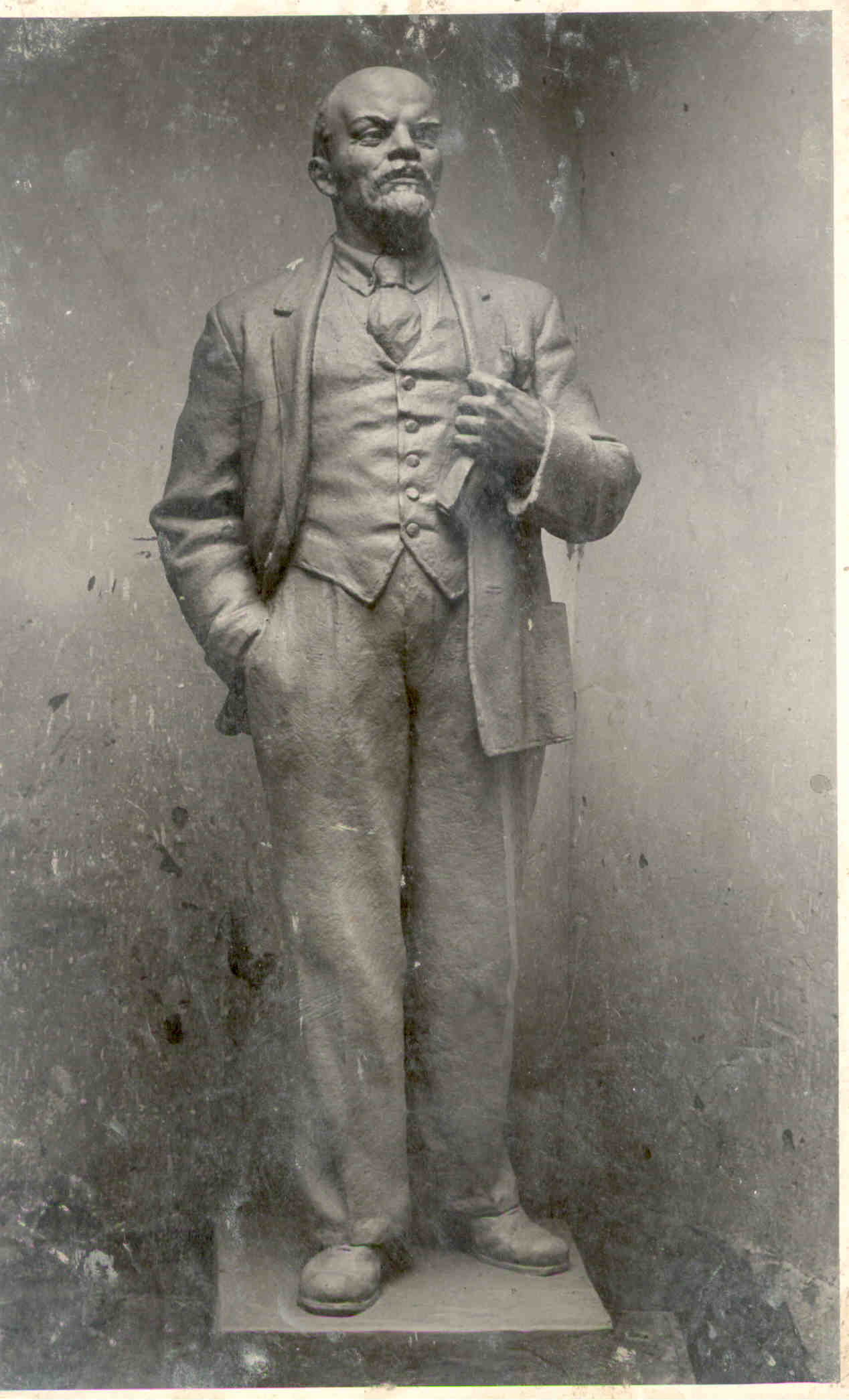
Lenin, 1960

 Pulsar sobre la imagen para ampliar. 
Monumentos
Desde 1957 hasta 1991 Galochkin producido decenas de encargos del Estado Monumentos y bustos de Lenin y otros líderes soviéticos. Sin embargo, el escultor nunca consideró a estos trabajos como arte. Desde sus inicios como joven artista, se desilusionó con los principios del Realismo socialista. Cursó estudios de arte europeo y americano, especialmente Henry Moore, Ossip Zadkine y Amedeo Modigliani.
Una serie de monumentos de Galochkin estuvieron dedicados a la Segunda Guerra Mundial. Su punto de vista sobre la guerra está sin embargo muy lejos del de la propaganda soviética. Después de haber sobrevivido de niño a la guerra, retrató el sufrimiento de la gente común en lugar de jóvenes soldados marchando o líderes militares triunfantes.
Su obra "Saliendo al frente" de 1957, tallada en una sola pieza de madera, muestra el último beso apasionado de un soldado dejando a su esposa. En el memorial "Víctima" de 1964, el contorno de una figura humana aparece como una brecha en la piedra sólida, como una explosión. El ser humano desaparecido deja una huella, una silueta en el aire. El Monumento a las víctimas de Babi Yar (trabajo titulado "Violencia" 1964) - muestra una mujer embarazada, partida por la mitad como un símbolo terrible de las ejecuciones en masa de judíos. El Monumento a "Las viudas" de 1975, representa una mujer vieja y una joven (madre y esposa) sosteniendo eternamente el casco del soldado. En la obra "Puerta de la tristeza" 1976 dos "mujeres están de luto por una gran pérdida, como atlantes". En el "Monumento a la aldea quemada" de 1979, retrata a una niña de pie entre las llamas.

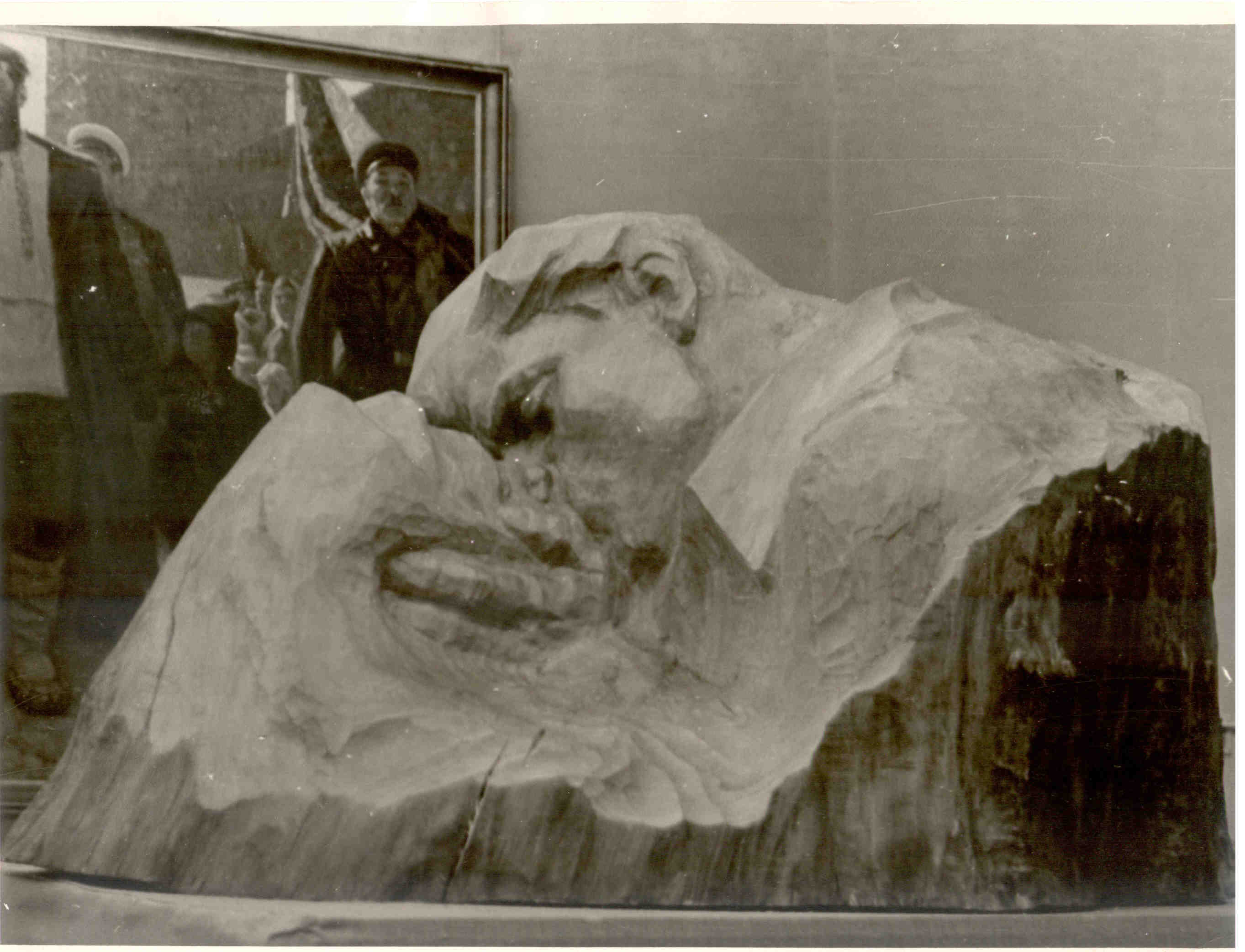
Saliendo al frente, 1957
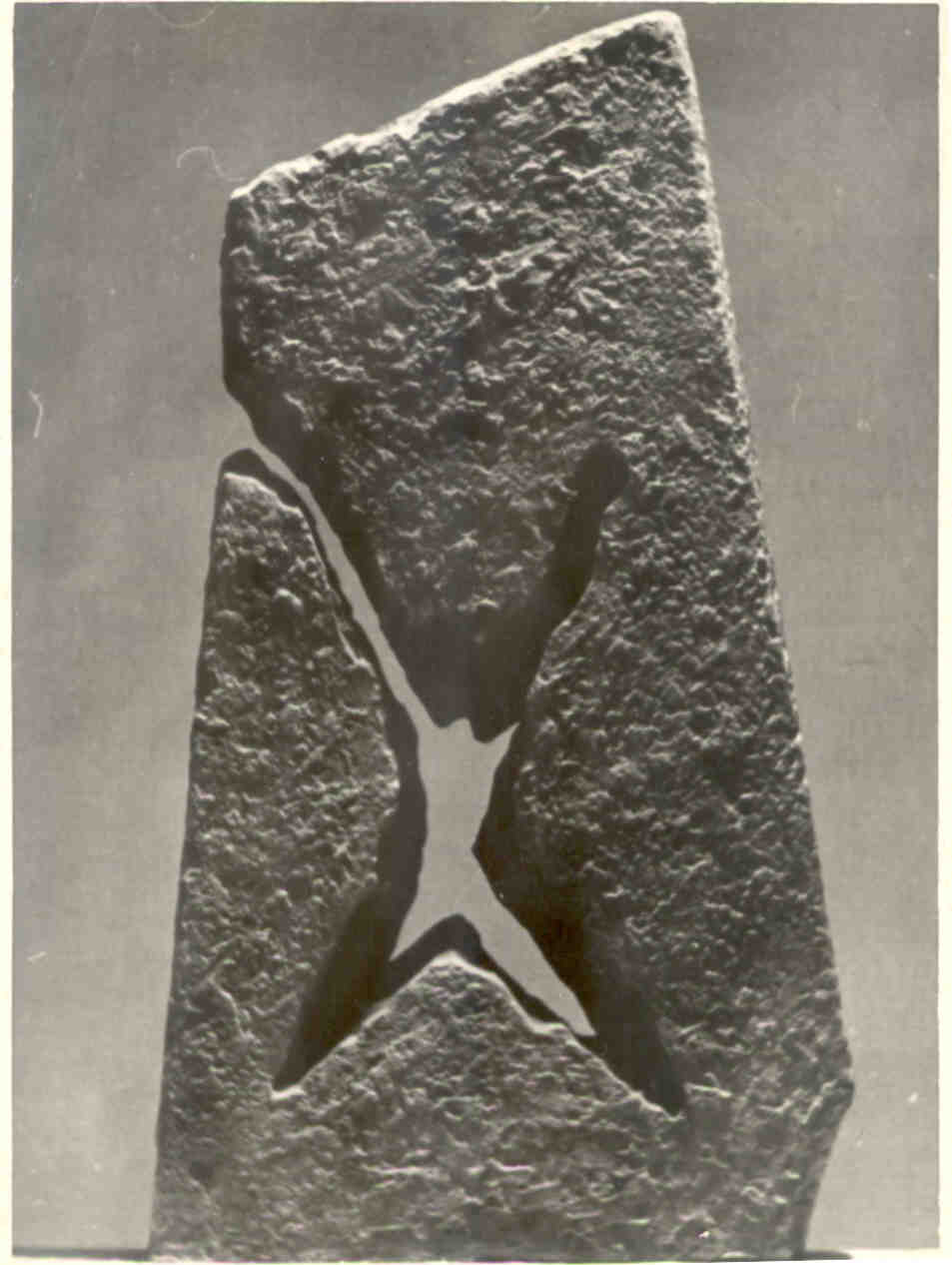
Víctima, 1964
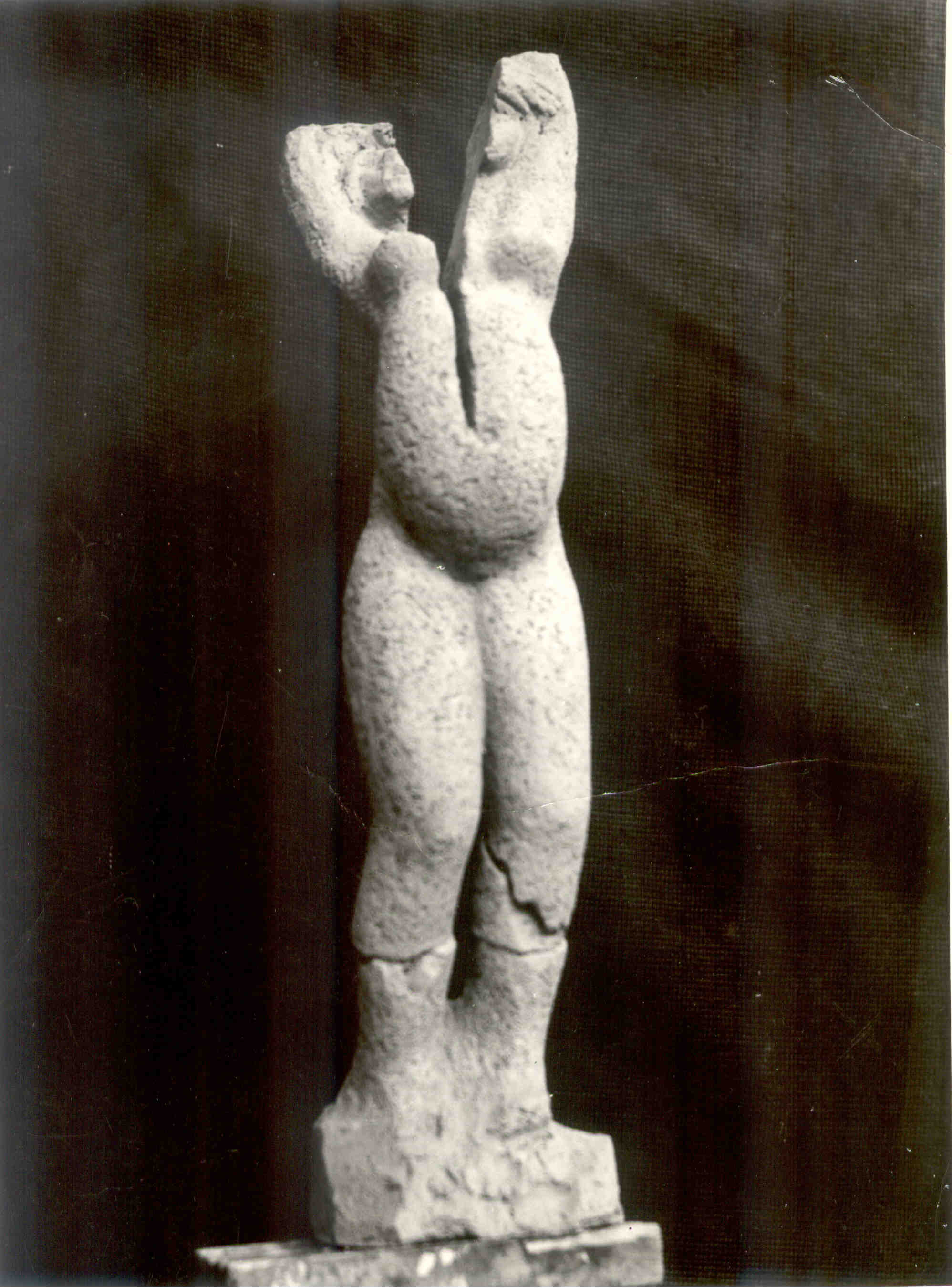
Violencia, 1964

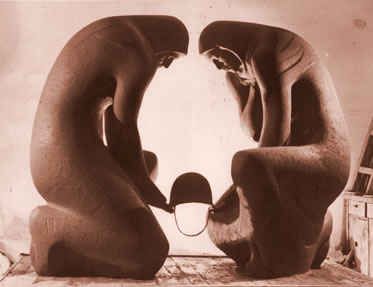
Viudas, 1975
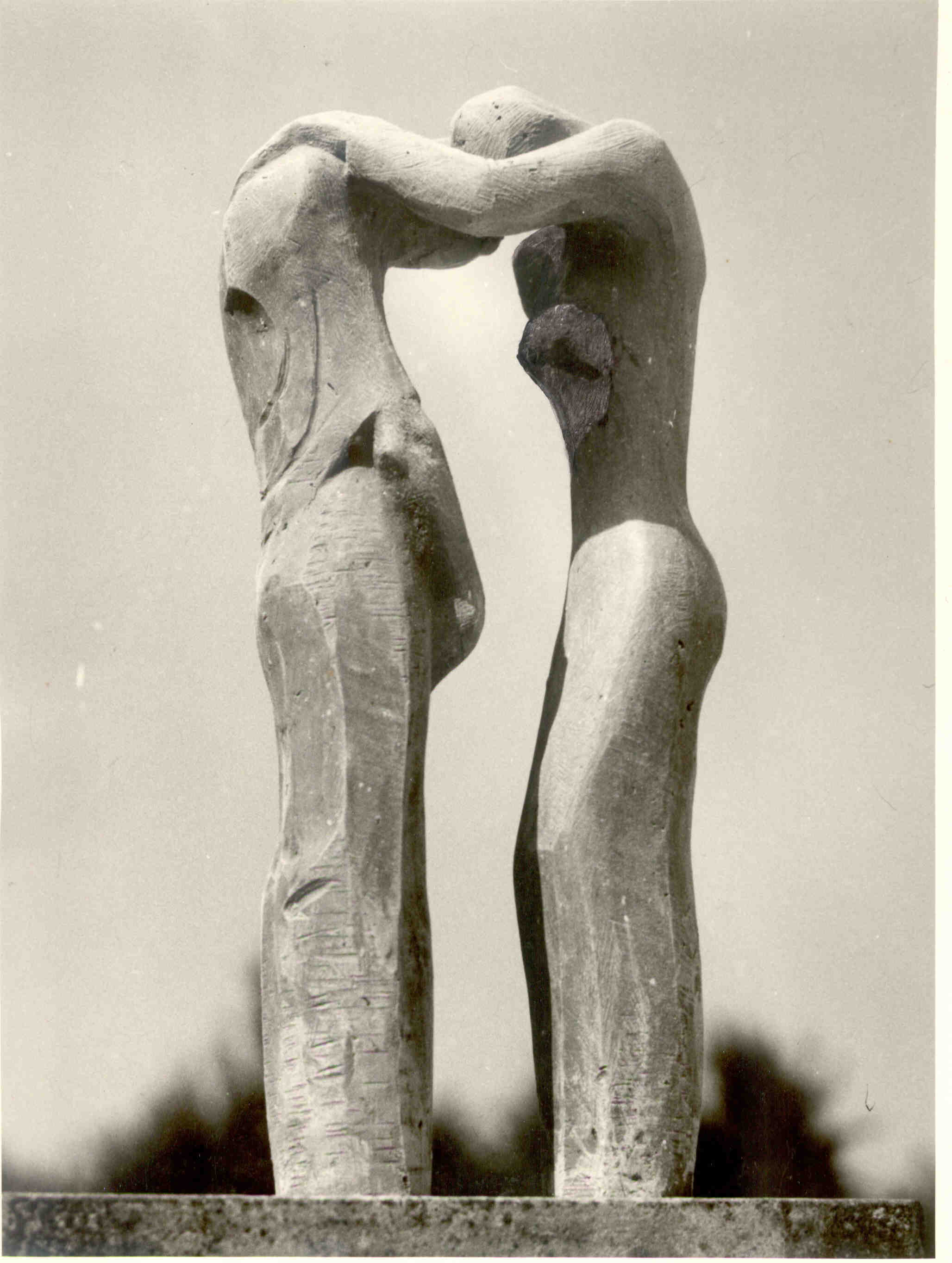
Puerta de la tristeza, 1976
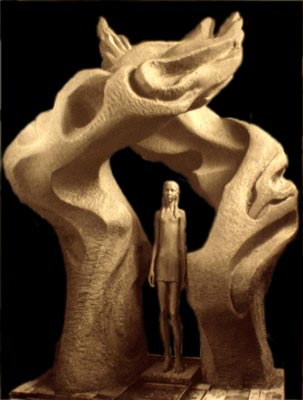
Monumento a la aldea quemada, 1979

 Pulsar sobre la imagen para ampliar. 
Obras de interior
Un tema común de la escultura de interior de 'Galochkin es la figura de mujer y el torso femenino. Lamentablemente, la mayoría de sus estudios y trabajos que representan el cuerpo femenino de una manera realista no sobrevivieron hasta nuestros días. Su presentación del cuerpo desnudo fue cambiando gradualmente a partir de las formas realistas y otras más simbólicas. En las obras "Reina" de 1965, "Río" de 1970, "Violonchelista" de 1975, la figura estilizada de una mujer, se convierte en un juego de siluetas, volúmenes y "formas de aire". Valentín Galochkin desarrolla su propio concepto de la escultura como una multitud de siluetas, que se construyen por el aire que rodea a la escultura. Desde diferentes ángulos de vista la misma escultura hace siluetas diferentes.

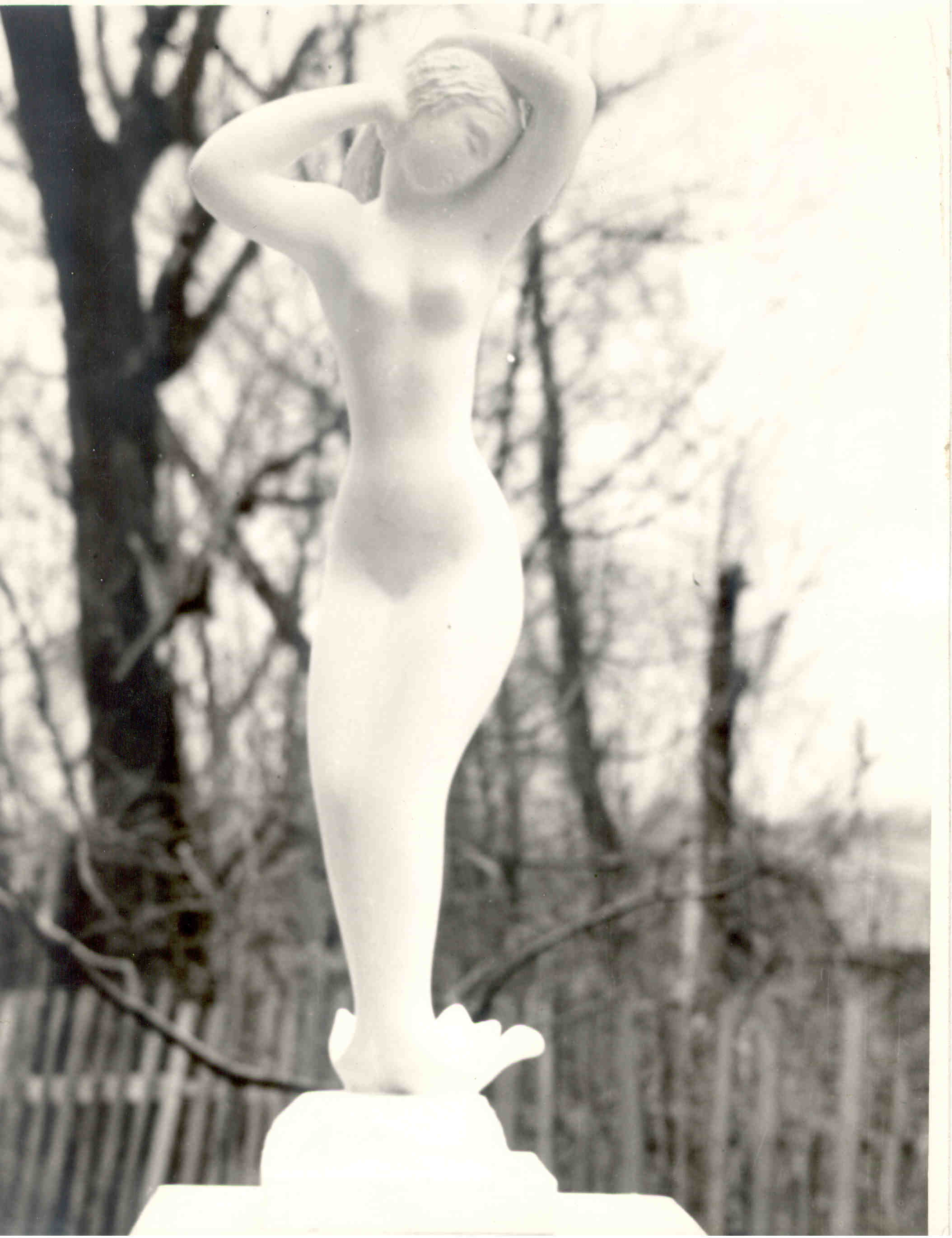
Sirena, 1975
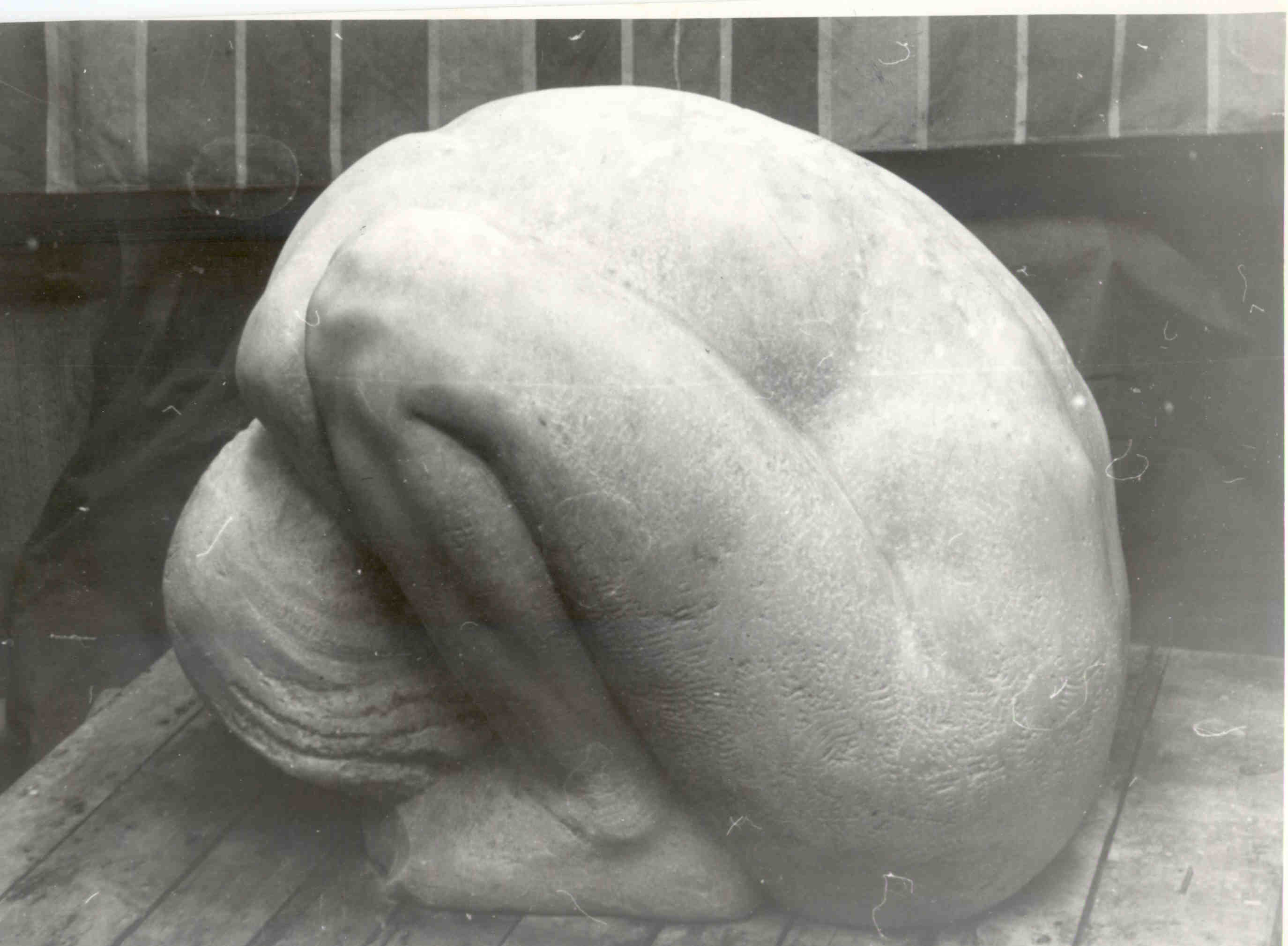
Estudio Esclava, 1965
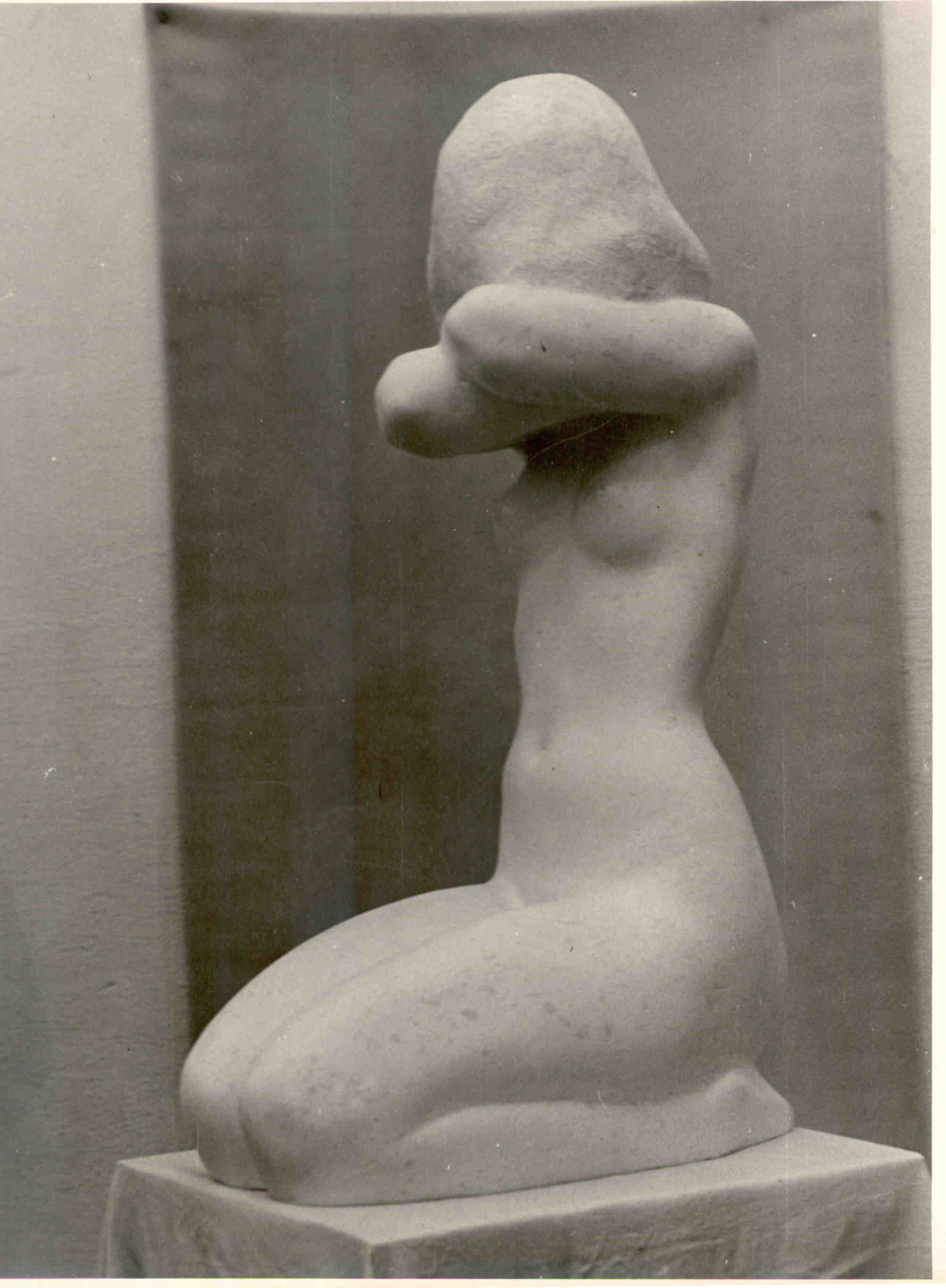
Estudio Primavera, 1965

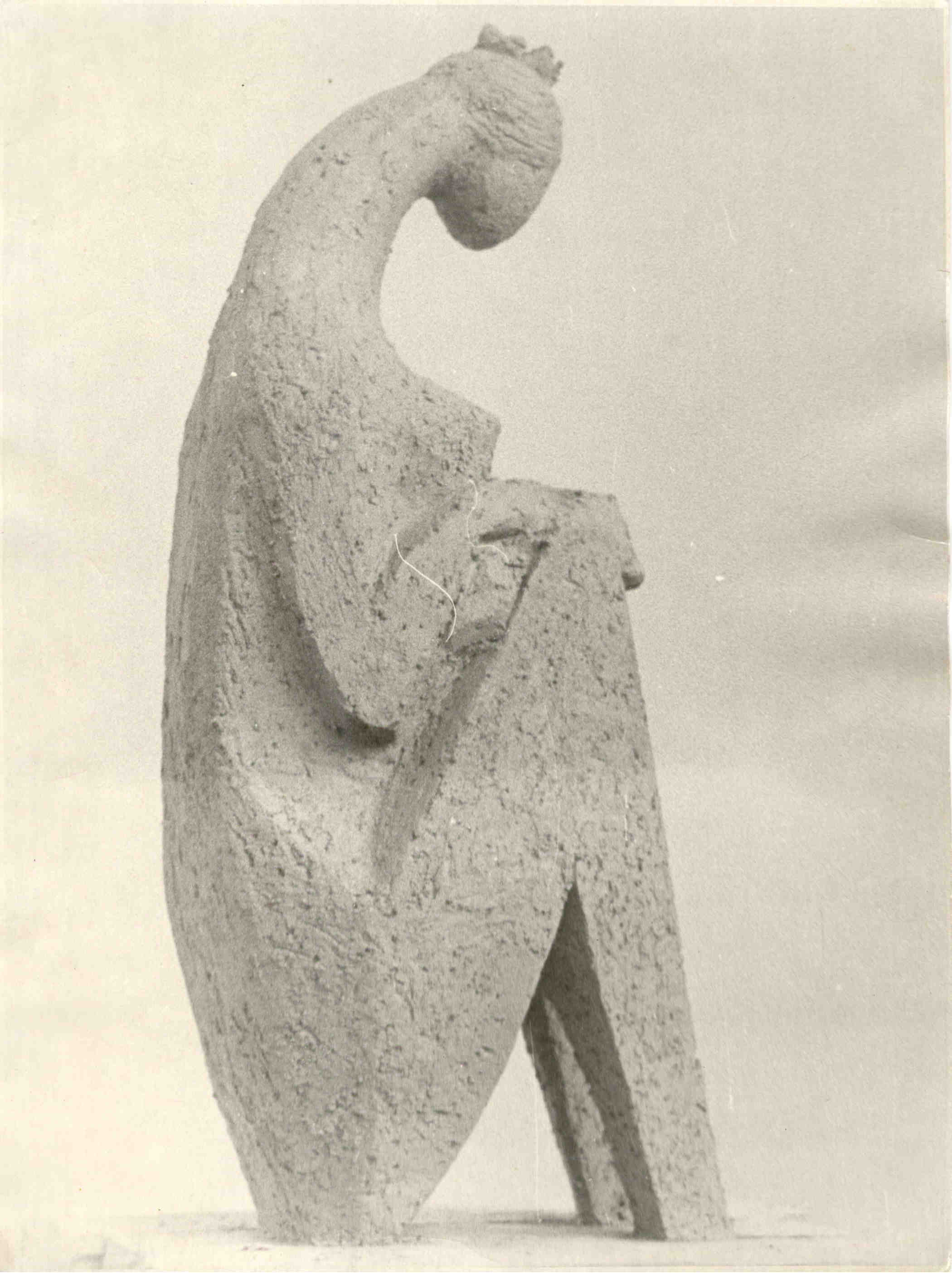
Reina, 1965
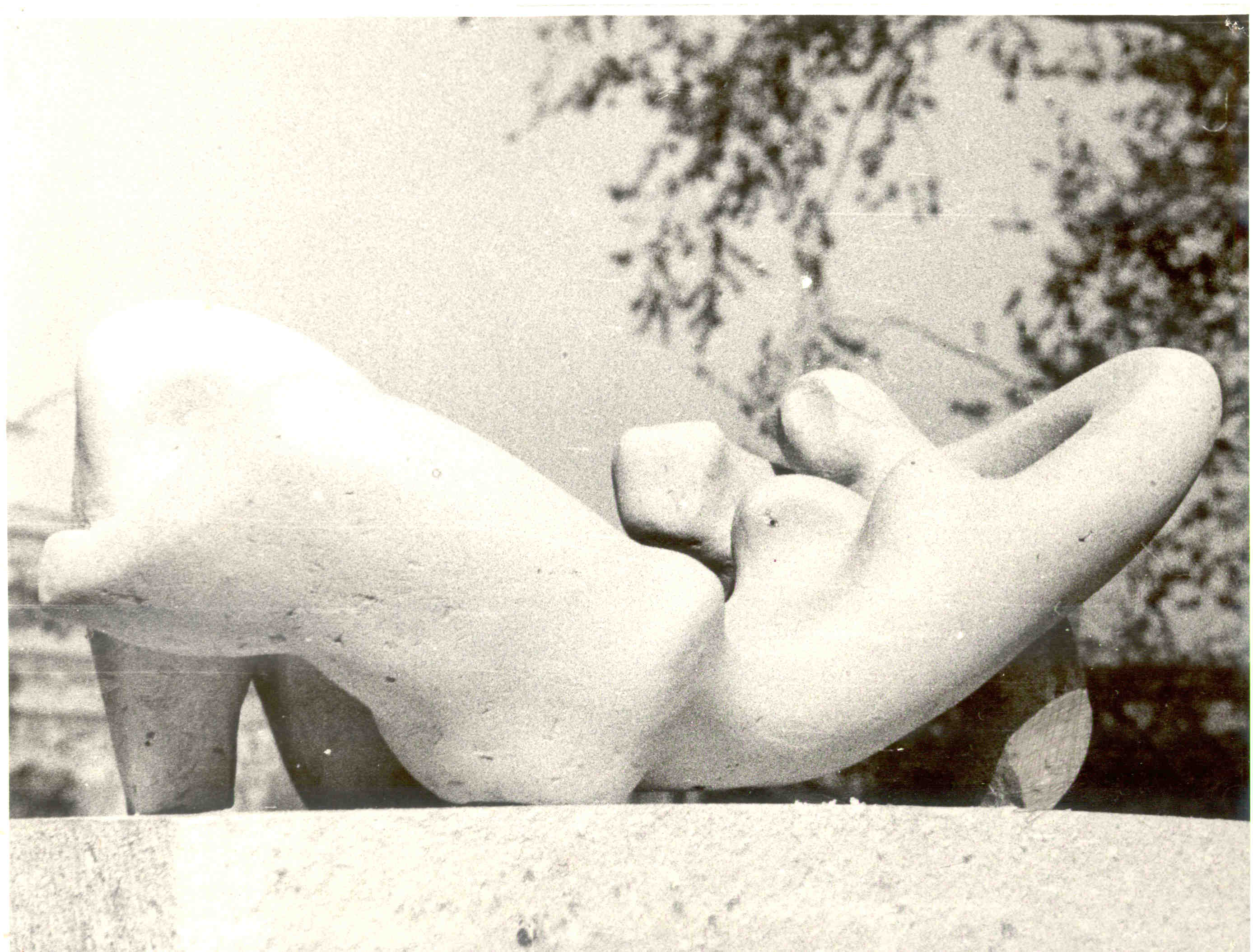
Río, 1970
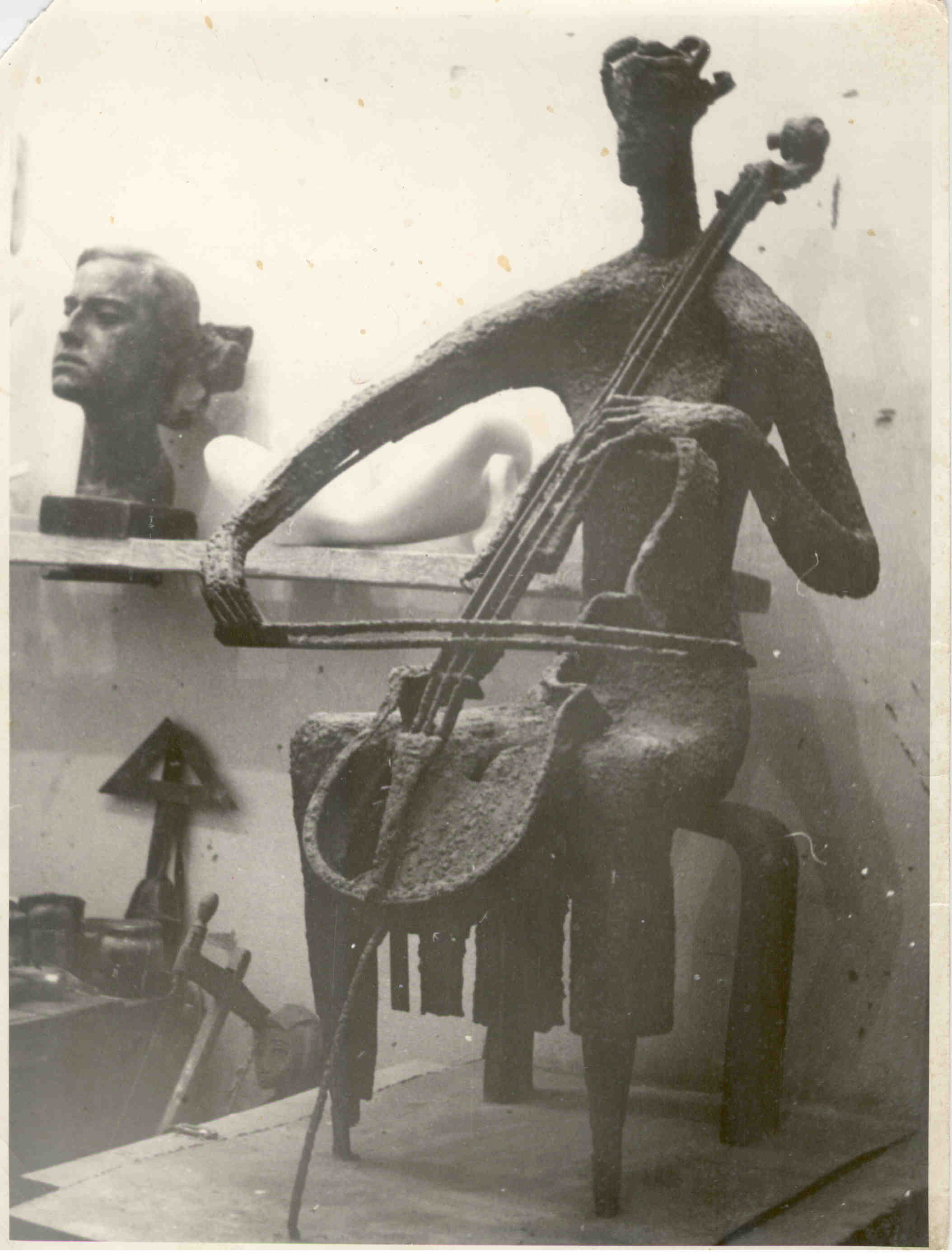
Violonchelista, 1975

Pulsar sobre la imagen para ampliar. 
Un lugar especial en las obras de Galochkin son las constituidas por la forma geométrica de la elipse, en la que vio la base de la composición y "la unidad a la armonía". Sus "Torsos" de 1969 y 1975 transforman los torsos femeninos en elipses, que recuerdan, las formas tensas y equilibradas.

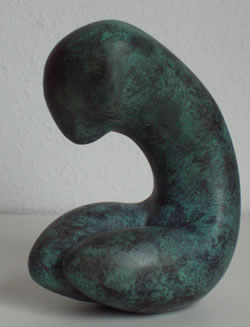
Torso forzado, 1969
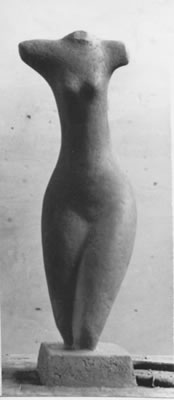
Estudio Torso, 1975
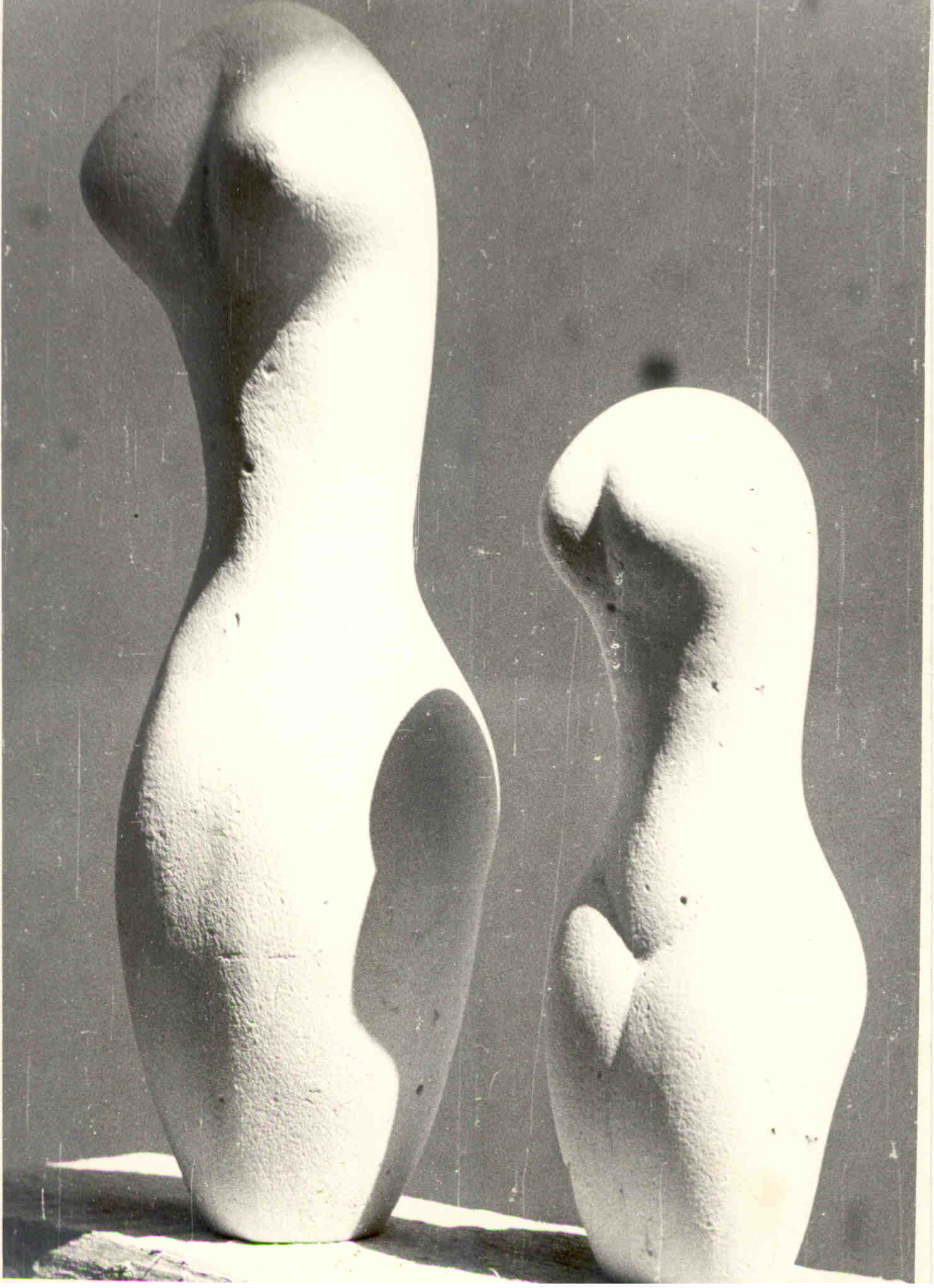
Torsos, 1975

 Pulsar sobre la imagen para ampliar. 

## Citas (anotaciones a sus obras)
Incluso los ritmos hermosos y las siluetas, diseñados y por lo tanto molestos, son mentiras, un maquillaje, tan vacíos y distantes.
Sólo sin pasiones se puede tener una cualidad de lo eterno.
Si hay un concepto objetivo de "belleza" y si lo bello, en este caso, debe seguir siendo por siempre bello, se debe crear de acuerdo con las leyes del universo.
La imprecisión hace una obra de arte intemporal y grande, pero su desnuda, sincera verdad y pureza, tan simple como la tierra misma, da la cara abriéndose a la gente.
¿De qué se compone la belleza de una cosa? Tal vez, en primer lugar, de armonía y ritmo interior y cohesión, racionalidad y adecuación oculta.
Para que tu mundo interior pueda convertirse en valor para los demás, no sólo para ti mismo, debe ser humano.
En una obra de arte debe haber un misterio.